# 전자 포획

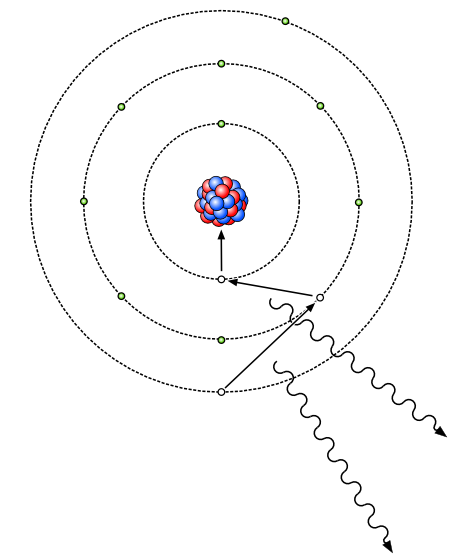

전자 포획(電子捕獲, electron capture)은 화학 원소의 붕괴방식의 하나로, 원자의 원자핵 내부에 너무 많은 양성자가 존재하지만, 양전자를 방출하기에는 에너지가 충분하지 못할 경우에 발생한다. 대신, 전자포획이라는 다른 붕괴방식을 통해 다른 방사성원소로 붕괴한다. 즉, 부모핵과 딸핵의 에너지 차이가 1.022 MeV에 미치지 못할 경우, 양전자방출은 불가능하며, 대신 전자포획이 유일한 붕괴방식이다. 예를 들어서 루비듐-83은 단지 전자포획을 통해 에너지 차이가 약 0.9 MeV인 크립톤-83으로 붕괴할 수 있다.
이 경우, 궤도 전자 중 하나, 대개는 K 및 L 전자껍질의 전자가 원자핵 내부의 양성자에 의해 포획되어서(K-포획 및 L-포획), 중성자 및 중성미자를 형성한다. 양성자가 중성자로 변하므로, 중성자의 수는 1이 증가하며, 양성자의 수는 1이 감소한다. 그러므로 전체 원자질량은 유지된다. 양성자 수가 변함으로써, 전자포획은 핵종을 새로운 원소로 바꾼다. 새로운 원자는 내부 껍질에 전자가 없는, 들뜬 상태에 놓이게 된다.
{\displaystyle \mathrm {p} ^{+}+\mathrm {e} ^{-}\rightarrow \mathrm {n} +{\nu }_{e}\,}
예:
| {\displaystyle \mathrm {{}_{13}^{26}Al} +\mathrm {e} ^{-}\rightarrow \mathrm {{}_{12}^{26}Mg} +{\nu }_{e}} | {\displaystyle \mathrm {{}_{28}^{59}Ni} +\mathrm {e} ^{-}\rightarrow \mathrm {{}_{27}^{59}Co} +{\nu }_{e}} |

순전히 전자포획에 의해서만 붕괴할 수 있는 방사성 동위원소는 이론상 완전히 이온화되었다면 방사성 감쇠가 될 수 없다. 그러므로 초신성이 폭발하면서 R-과정에 의해 형성된 원소의 경우, 완전히 이온화된 상태로 배출되며, 외부 우주에서 전자만 만나지 않는다면 방사성 감쇠를 하지 않는 것으로 생각할 수 있다. 원자 분포에 있어서 비정상성은 일부 전자포획의 결과로 생각된다.

## 같이 보기
- 찬드라세카르 한계